# Erica Rivinoja
Erica Rivinoja är en amerikansk film- och tv-skribent, producent och regissör.

## Filmografi (i urval)
- 2013 – Det regnar köttbullar 2	(författare)
- 2016 – Trolls (författare)
- 2019 – Familjen Addams (författare)
- 2026 – Katten i hatten (författare och regi)